# 特魯多柳比夫卡 (希羅克區)
47°45′56″N 33°30′29″E / 47.76556°N 33.50806°E
特魯多柳比夫卡（烏克蘭語：Трудолюбівка），是烏克蘭中部的村莊，隸屬第聶伯羅彼得羅夫斯克州的克里維里赫區。該村分別距離卡利尼夫卡1.5公里、克拉斯尼皮德和波多韋2.5公里，海拔高度100米，2001年人口136。